# Pee Wee Spitelera
Pee Wee Spitelera (eigentlich: Joseph T. Spitelera Jr.; * 1937 in Louisiana; † im September 1985 ebenda) war ein US-amerikanischer Jazz- und Unterhaltungsmusiker (Klarinette, auch Komposition).

## Leben und Wirken
Spitelera begann seine Karriere in New Orleans; mit Murphy Campo und anderen spielte er bei Jamsessions und gründete Teenager-Jazz-Gruppen. Schließlich arbeitete er Mitte der 1950er-Jahre in der Band des Trompeters Roy Liberto sowie bei Tony Almerico's Dixieland All-Stars, mit denen 1956 erste Aufnahmen entstanden. Im folgenden Jahrzehnt war er Klarinettist in Al Hirts Club in New Orleans; des Weiteren wirkte er an Aufnahmen Hirts mit wie He’s the King (1961), At the Mardi Gras (1962), Our Man in New Orleans (1963) und Beauty and the Beard (1964, mit Ann-Margret). In Nashville arbeitete er 1965 mit Musikern wie Floyd Cramer, Fred Crane und Bob Moore; dabei nahm er unter eigenem Namen Titel wie „LeRoy's Tune“ und „Creole Clarinet“ auf. Ab 1965 legte er dann im Easy-Listening-Genre neben den beiden LPs Pee Wee Plays Pretty und Country Clarinet eine Reihe von Singles bei RCA Victor vor wie „Blue Clarinet“, „Show Me Where the Good Times Are“ und „Wabash Cannonball“. Weiterhin spielte er bei Al Hirt, mit dessen Sextett (mit Gerald Hirt, Fred Crane, Jay Cave, Jimmy Zitano) er u. a. auch in der New Yorker Carnegie Hall gastierte.
Spitelara trat auch in zahlreichen Fernsehshows auf wie The Dinah Shore Chevy Show (1956), Dixieland at Disneyland (1964) und The Dodge Dancing Party (1955). Ab den späten 1970er-Jahren wirkte er noch bei Aufnahmen von Harry Connick junior (Dixieland Plus) und The New New Orleans Jazz Band mit. Im Bereich des Jazz war er laut Tom Lord zwischen 1956 und 1978 an 22 Aufnahmesessions beteiligt.